# サイプル島
サイプル島（サイプルとう、Siple Island）は、南極・マリーバードランドのバクティス海岸沖のゲッツ棚氷に沿ったリグレー湾の東に位置する、長さ110キロメートルの雪に覆われた島である。その中心は南緯73度51分 西経125度50分 / 南緯73.850度 西経125.833度である。
その面積は6,390平方キロメートルである。楯状火山であるサイプル山が島の大半を占めており、その標高は3,110メートルで、世界で15番目に標高の高い島で、そのプロミネンスの高さは世界第78位である。
この島は、1959〜65年の地上調査とアメリカ海軍の航空写真を元に編集されたアメリカ地質調査所(USGS)の地図で初めて示された。
島と山の名前は、リチャード・バード南極遠征隊の隊員だったポール・サイプル（1909年 - 1968年）に因んで、1967年に南極地名諮問委員会(US-ACAN)によって命名された。